# Giuseppe Iachini
Giuseppe lachini (Ascoli Piceno, Italia, 7 de mayo de 1964) es un exfutbolista y entrenador italiano. Jugaba como centrocampista. Actualmente está sin club.

## Carrera como jugador
Iachini actuaba como centrocampista defensivo, aunque con los años evolucionó y se convirtió en un centrocampista puro. Formado en la cantera del Ascoli, debutó con el primer equipo en la Serie A en 1981. Tras un breve e infructuoso año cedido al Como, regresó al Ascoli, donde jugaría cuatro temporadas. En 1987 fue traspasado al Hellas Verona, donde llegó a jugar la Copa de la UEFA. Tras dos años, se incorporó a la Fiorentina, donde también jugó la segunda competición europea, aunque terminó descendiendo a la Serie B antes de marcharse al Palermo, también de la categoría de plata, en 1994. Fichó por el Ravenna en 1996, pero al año siguiente se fue al Venezia, donde permanecería tres temporadas. Jugó un último año en el Alessandria antes de colgar las botas en 2001.
Iachini también llegó a jugar 3 partidos con la selección de fútbol sub-21 de Italia.

## Carrera como entrenador
Inicios
Iachini comenzó su trayectoria como técnico siendo asistente de Walter Novellino en el Piacenza Calcio en 2001. Su esquema de juego habitual es el 3-5-2, aunque en los últimos años ha ido variando al 3-4-1-2 y al 4-3-1-2.
Venezia
A finales de ese mismo año, debutó como primer entrenador, sustituyendo a Cesare Prandelli en el Venezia, no sin polémica, ya que no disponía de la titulación necesaria para ejercer como primer entrenador, por lo que fue suspendido de sus funciones en febrero de 2002.
Cesena
Posteriormente, ya con el título reglamentario, dejó Venecia y fue contratado por el Cesena de la Serie C1, al que clasificó para la promoción de ascenso (donde cayó ante el Pisa) tras finalizar el campeonato en 3.º puesto.
Vicenza
En la temporada siguiente, dirigió al Vicenza, con el que logró la permanencia en la Serie B.
Piacenza
En 2004, pasó a ocupar nuevamente el banquillo del Piacenza, donde logró un gran inicio de temporada para terminar como 9.º clasificado. Al año siguiente bajó al 12.º puesto, pero en su última temporada en el club, lo llevó al 4.º lugar.
Chievo Verona
Sus buenos resultados en el banquillo del Stadio Leonardo Garilli le sirvieron para fichar por el Chievo Verona. Al mando del conjunto del Véneto, logró el ascenso a la Serie A con una puntuación récord (85), pero un mal inicio de Liga (una sola victoria en 10 jornadas) provocó su despido en noviembre de 2008.
Brescia
Tras casi un año sin equipo, firmó por el Brescia en octubre de 2009. Pese a un inicio titubeante, una gran segunda vuelta lleva al equipo a meterse en el "play-off", donde conquista el objetivo de ascender el 13 de junio de 2010, tras derrotar al Torino. El 6 de diciembre de 2010 fue destituido como técnico del Brescia, tras haber logrado 3 victorias, 3 empates y 9 derrotas en el inicio de la Serie A.
En enero de 2011, regresó al Brescia, pero el equipo lombardo terminó la temporada descendiendo a la Serie B y Iachini no continuó al frente del mismo.
Sampdoria
El 14 de noviembre de 2011, se convirtió en el nuevo entrenador de la Sampdoria. Logró duplicar los puntos cosechados por su predecesor en el banquillo del Estadio Luigi Ferraris y terminó 6.º, accediendo a la promoción de ascenso, donde Iachini obtuvo su tercer ascenso a la Serie A. Pese al éxito y a que su contrato había sido renovado automáticamente, fue relevado por Ciro Ferrara el 1 de julio de 2012.
Siena
El 17 de diciembre de 2012, tras la 17.ª jornada de Serie A, relevó a Serse Cosmi en el Siena, sin poder mantener la categoría.
Palermo
El 25 de septiembre de 2013, fue nombrado nuevo técnico del Palermo, sustituyendo a Gennaro Gattuso. Con este equipo alcanzó el ascenso a la Serie A a falta de 5 jornadas para el término del campeonato, estableciendo un nuevo récord de 86 puntos.
Una vez en la máxima categoría, el conjunto siciliano logró una cómoda permanencia tras ir claramente de menos a más (estuvo en puestos de descenso en 3 de las 8 primeras jornadas, pero terminó la Serie A 2014-15 como 11.º clasificado).
El 10 de noviembre de 2015, fue despedido después de sumar 14 puntos en las 12 primeras jornadas de la Serie A 2015-16, aunque el equipo rosanero no ocupaba puestos de descenso.
El 15 de febrero de 2016, volvió a ser contratado por el Palermo, después de que los resultados del equipo siciliano no hubieran mejorado tras su marcha. Su segunda estancia en el club fue muy breve: Solo duró tres partidos, debutando con una derrota por goleada (5-0) contra la Roma, empatando (0-0) frente al Bologna y perdiendo (3-1) contra el Inter de Milán. El 8 de marzo de 2016, dos días después de este último encuentro, y tras ser criticado en público por el presidente de la entidad, Iachini presentó la dimisión.
Udinese
El 19 de mayo de 2016, firmó un contrato de dos años como nuevo técnico del Udinese Calcio. El 2 de octubre de 2016, fue despedido tras perder 0-3 contra la Lazio, dejando al conjunto de Údine como 16.º clasificado con 7 puntos en 7 jornadas de la Serie A.
Sassuolo
El 27 de noviembre de 2017, se incorporó al US Sassuolo, consiguiendo la permanencia para los neroverdi al finalizar en 11.ª posición en la Serie A. Sin embargo, el club decidió prescindir de sus servicios.
Empoli
El 6 de noviembre de 2018, se convirtió en el nuevo técnico del Empoli FC, que en aquel momento ocupaba puestos de descenso. Inicialmente obtuvo buenos resultados, sumando 10 puntos de 12 posibles en sus 4 primeros partidos. Sin embargo, solo logró una victoria más en los 12 siguientes encuentros, lo que situó al equipo italiano a un solo punto del 18.º clasificado y provocó su destitución el 13 de marzo de 2019.
Fiorentina
El 23 de diciembre de 2019, la Fiorentina anunció su contratación. Bajo su dirección, el conjunto viola terminó 10.º en la Serie A. Iachini continuó al frente de la Fiore hasta el 9 de noviembre de 2020, cuando fue cesado en sus funciones tras haber sumado 8 puntos en 7 partidos.
El 24 de marzo de 2021, regresó al banquillo de la Fiorentina. Obtuvo la permanencia en la Serie A, pero fue sustituido por Gennaro Gattuso para la temporada siguiente.
Parma Calcio
El 23 de noviembre de 2021, firma contrato con el Parma Calcio.El 17 de mayo de 2022, después de no poder asegurar la clasificación para los playoffs de ascenso, el club anunció que Iachini no continuaría en el cargo.
Bari
El 6 de febrero de 2024, fue oficializado como entrenador del Bari.El 15 de abril de 2024, fue despedido luego de una serie de malos resultados.

## Clubes

### Como jugador
| Club           | País   | Año       | Partidos | Goles |
| -------------- | ------ | --------- | -------- | ----- |
| Ascoli         | Italia | 1981-1982 | 1        | 0     |
| Como           | Italia | 1982-1983 | 0        | 0     |
| Ascoli         | Italia | 1983-1987 | 84       | 9     |
| Hellas Verona  | Italia | 1987-1989 | 47       | 1     |
| ACF Fiorentina | Italia | 1989-1994 | 126      | 2     |
| USC Palermo    | Italia | 1994-1996 | 62       | 1     |
| Ravenna FC     | Italia | 1996-1997 | 31       | 1     |
| Venezia FC     | Italia | 1997-2000 | 65       | 0     |
| US Alessandria | Italia | 2000-2001 | 14       | 0     |

### Como entrenador
| Club                 | País   | Año       | P   | PG  | PE  | PP  | % g.   |
| -------------------- | ------ | --------- | --- | --- | --- | --- | ------ |
| Piacenza (Asistente) | Italia | 2001      | ?   | ?   | ?   | ?   | ?      |
| Venezia FC           | Italia | 2001-2002 | ?   | ?   | ?   | ?   | ?      |
| AC Cesena            | Italia | 2002-2003 | 42  | 19  | 14  | 9   | 56.35% |
| Vicenza              | Italia | 2003-2004 | 47  | 12  | 21  | 14  | 40.42% |
| Piacenza             | Italia | 2004-2007 | 134 | 54  | 32  | 48  | 48.26% |
| Chievo Verona        | Italia | 2007-2008 | 54  | 25  | 16  | 13  | 56.18% |
| Brescia              | Italia | 2009-2010 | 55  | 23  | 12  | 20  | 49.09% |
| Brescia              | Italia | 2011      | 16  | 2   | 8   | 6   | 29.17% |
| UC Sampdoria         | Italia | 2011-2012 | 31  | 15  | 10  | 6   | 59.14% |
| Siena                | Italia | 2012-2013 | 22  | 5   | 5   | 12  | 30.31% |
| USC Palermo          | Italia | 2013-2015 | 88  | 40  | 25  | 23  | 54.92% |
| USC Palermo          | Italia | 2016      | 3   | 0   | 1   | 2   | 11.11% |
| Udinese              | Italia | 2016      | 8   | 2   | 1   | 5   | 29.17% |
| US Sassuolo          | Italia | 2017-2018 | 26  | 9   | 8   | 9   | 44.88% |
| Empoli FC            | Italia | 2018-2019 | 16  | 4   | 4   | 8   | 33.33% |
| ACF Fiorentina       | Italia | 2019-2020 | 31  | 12  | 10  | 9   | 49.46% |
| ACF Fiorentina       | Italia | 2021      | 10  | 2   | 5   | 3   | 36.67% |
| Parma Calcio         | Italia | 2021-2022 | 25  | 7   | 11  | 7   | 42.67% |
| Bari                 | Italia | 2024      | 10  | 2   | 2   | 6   | 26.67% |
| Total                | Total  | Total     | 618 | 233 | 185 | 200 | 47.68% |